# James Henry Jones
James Henry Jones (dezembro de 1873 - 27 de dezembro de 1955) foi um futebolista que atuava como goleiro britânico, campeão olímpico.
Competiu nos Jogos Olímpicos de Verão de 1900 em Paris. Ele ganhou a medalha de ouro como membro do Upton Park Football Club, que representou a Grã-Bretanha nos Jogos.